# Hamza Ali Al-Khateeb
Hamza Ali Al-Khateeb (en árabe: حمزة علي الخطيب) (Al-Jiza, 24 de octubre de 1997–Daraa, 25 de mayo de 2011) fue un niño de trece años de edad, de nacionalidad siria, que murió cuando estaba bajo la custodia de las autoridades sirias en Daraa durante las protestas de 2011.
El 29 de abril de 2011, fue detenido durante una protesta. El 25 de mayo de ese mismo año, su cuerpo sin vida fue entregado a su familia, habiendo sido gravemente golpeado y mutilado. La familia de Hamza distribuyó fotos y videos del cuerpo a periodistas y activistas. Impresionadas por lo que se mostró, miles de personas mostraron su apoyo a Hamza en línea y en protestas callejeras.
Las imágenes de su cara se convirtieron en símbolo de la lucha en las redes sociales como Facebook.

## Antecedentes
Hamza vivía con sus padres en la ciudad siria de Al Jeezah ubicada en La Gobernación de Dar'a (en árabe: مُحافظة درعة) situada en la parte suroeste del país. A Hamza se le consideraba un niño muy generoso con los pobres, entre otras cosas porque a menudo le pedía dinero a sus padres para dárselo a los pobres. Con frecuencia se deleitaba observando las palomas mensajeras que cruzaban el cielo sobre su casa y cursaba Séptimo grado en su colegio en Al Jeezah.
Hamza acudió junto a su familia a una protesta contra el régimen de Bashar al-Assad el 29 de abril. La represión de las fuerzas policiales y militares y el miedo de la multitud provocaron el caos en la concentración, y el niño se separó de sus padres. Según testigos, el niño fue detenido con 51 manifestantes ese día por los servicios de inteligencia sirios.

## Torturas y muerte
El 25 de mayo de 2011 fue asesinado a la edad de 13 años en Siria, el vídeo del cuerpo de Hamza fue filmado varios días después de su muerte, subido a YouTube y mostraba que tenía la mandíbula y las rodillas destrozadas, numerosas marcas de quemaduras con cigarrillos y le habían cortado el pene. Además, tenía signos evidentes de haber recibido latigazos con un cable y electroshocks. Por último, el cuerpo sin vida del infante sirio contaba con tres disparos de balas de gran calibre, unas balas especiales que explotan en el cuerpo una vez que lo penetran. El día de su muerte su cuerpo fue entregado a sus familiares a cambio de confidencialidad pero los padres difundieron las imágenes de su hijo por internet.
Después de que la cadena de televisión catarí Al-Jazeera transmitió una parte del vídeo que muestra el cuerpo mutilado de Hamza en la última semana del mes de mayo, la indignación general estalló nacional e internacionalmente y en las protestas en Siria.

## Versión oficial de los hechos
Según contó la televisión estatal siria cuando su muerte se convirtió en noticia, fue que el chico resultó alcanzado por tres balas en el complejo de Saida y murió en el acto. Según esta narración de los hechos, el cuerpo del niño fue hallado esa misma tarde y lo llevaron hasta la morgue de la ciudad de Deraa, donde un forense identificó las heridas de bala como la causa del fallecimiento.
El retraso en avisar y entregar el cuerpo a la familia se atribuyó -siempre según la versión oficial- al hecho de que aún no se conocía su identidad.
El jefe de la Asociación médica de examinadores de Siria, el Dr. Akram El Shaar, negó que el muchacho sirio fuera torturado y dijo que supervisó el proceso de la autopsia en Damasco y señaló que no había ningún signo de tortura. El galeno señala que Hamza había recibido un disparo en los disturbios de aquel día acontecidos en Daraa y que todos los signos de deformidad se deben al proceso de descomposición del cuerpo.

## Versión extraoficial de los hechos
Según la versión extraoficial, las fuerzas de seguridad capturaron al niño y lo torturaron hasta provocarle la muerte. Dicen que cuando la familia recuperó su cuerpo, en él había quemaduras de cigarrillos y otros signos de tortura y mutilación como la castración, así como heridas de bala.
Las imágenes del cadáver, publicadas en internet y difundidas en al-Jazeera y otras emisoras de televisión, parecen apoyar esa teoría.

## Reacciones a la muerte de Hamza Ali Al-Khateeb

### Internacionales
En Estados Unidos, la noticia del destino de Hamza generó fuertes declaraciones de la Secretaria de Estado estadounidense Hillary Clinton. A pregunta expresa de CNN sobre Siria, Clinton afirmó que estaba “muy preocupada por los reportes de lo sucedido con el niño”.
“De hecho, creo que lo que simboliza para muchos sirios es el colapso total de cualquier esfuerzo del gobierno sirio para trabajar y escuchar a su propia gente”, agregó. “Sólo puedo desear que este niño no haya muerto en vano, y que el gobierno sirio acabe con la brutalidad y comience la transición a una democracia real”.
“Cada día que pasa la posición del gobierno se vuelve menos sostenible y las demandas del pueblo sirio cobran más fuerza”.
"Australia pide a la ONU que lleve al presidente sirio, Bashar al Asad, ante la Corte Penal Internacional (ICC) por la represión del régimen contra los civiles", anunció el ministro australiano de Asuntos Exteriores, Kevin Rudd.
La muerte de Hamza provocó un escándalo internacional sin precededentes. En Facebook una página llamada “Todos somos el mártir, el niño Hamza Ali Al-Khateeb” contaba con hasta 60,000 seguidores y se crearon otras más páginas para rendirle homenaje al niño fallecido. Siguiendo a los organizadores de las protestas que llamaron a los viernes "día de furia", los sábados en Siria fueron llamados el "dia de Hamza".
En YouTube se colgaron vídeos para rendirle homenaje y denunciar al régimen sirio.

### En Siria
Las imágenes del cadáver de Hamza lejos de aterrorizar a la gente en Siria pareció haberlos envalentonado más. La gente se enfureció y salió a las calles de Siria a pesar de la persecución y la represión. Muchos de los manifestantes llevaban pancartas con la foto de Hamza.
La oposición siria se unió en contra Bashar al Asad con la creación de una representación de 360 delegados de grupos disidentes en la ciudad turística de Antalya, Turquía, el Consejo de la Revolución, después de la emisión de las imágenes de Hamza.

## Símbolo
La imagen del niño de 13 años Hamza Ali al Khateeb fue un símbolo de la lucha de los sirios, que mostraban su foto tanto en pancartas como en webs como en Facebook. Fue torturado y asesinado de tres balazos en Deraa. Hillary Clinton, secretaria de Estado de EE. UU., mostró su preocupación por el caso y dijo esperar que su muerte "no fuera en vano".
Su muerte se convirtió en un símbolo tan potente como Mohamed Bouazizi, el frutero tunecino cuya autoinmolación desató la revolución de Túnez, Khaled Said en Egipto y Neda Agha Soltan en Irán, durante la efímera Primavera Árabe.